# Рокур, Ашиль
Ашиль Рокур (фр. Achille Raucourt, 1804, Ренн — 4 июня 1855) — французский драматический актёр.
Родился в Ренне в 1804 году. Дебютировал в родном городе и несколько лет играл в различных провинциальных театрах Франции. В 1832 году был приглашён в парижский театр де ла Порт Сен-Мартен (Théâtre de la Porte Saint-Martin), где с большим успехом играл в романтических драмах. В период закрытия театра де ла Порт Сен-Мартен выступал на сцене театра Пале-Рояль. Автор произведений «Le Perroquet de Déjazet: Recueil authentique de bons mots, réparties, saillies, etc…» (опубликовано анонимно, 1837) и «Chansons et poésies» (1846). Умер в бедности в 1855 году.